# Robert Carter Nicholas
Robert Carter Nicholas (1728 – 1780) è stato un politico statunitense.

## Biografia
Era figlio di George Nicholas (emigrato nello stato della Virginia) e di Elizabeth Carter Burwell Nicholas (già prima vedova di Nathaniel Burwell, figlia di Robert Carter I). I suoi genitori morirono nel 1734. Studiò giurisprudenza presso il College di William e Mary prestando poi servizio per la House of Burgesses.
Fra le varie cariche da lui ricoperte vi fu quella di tesoriere della colonia della Virginia, 1766-1775; entrò a far parte della commissione, insieme a John Randolph e George Wythe a cui si sottopose Thomas Jefferson per sostenere gli esami nell'ottobre 1765. Sposò Anne Cary, la figlia di Wilson Cary, nel 1751. La coppia ebbe una numerosa prole: quattro figlie e sei figli. Suo nipote, Robert Carter Nicholas è stato un senatore degli Stati Uniti per lo stato della Louisiana, mentre sua figlia Elisabetta (1753-1810) sposò Edmund Randolph, il primo Procuratore generale degli Stati Uniti.